# Коноплинское сельское поселение
Коноплинское се́льское поселе́ние — муниципальное образование в Ухоловском районе Рязанской области России.

## Население
| 2010 | 2012 | 2013 | 2014 | 2015 | 2016 | 2017 |
| ---- | ---- | ---- | ---- | ---- | ---- | ---- |
| 823  | ↘793 | ↘784 | ↗788 | ↘766 | ↘756 | ↗763 |
| 2018 | 2019 | 2020 | 2021 |      |      |      |
| ↘751 | ↘733 | ↘705 | ↗809 |      |      |      |

## История
Сельское поселение образовано в ходе муниципальной реформы 2006 года путём объединения Богородицкого, Волынщинского и Коноплинского сельских округов.

## Административное устройство
Административное устройство сельского поселения определяются законом Рязанской области от 07.10.2004 № 99-ОЗ.
Границы сельского поселения определяются законом Рязанской области от 11.11.2008 № 166-ОЗ.

## Состав сельского поселения
В состав сельского поселения входят 11 населённых пунктов
| №  | Населённый пункт  | Тип населённого пункта       | Население |
| -- | ----------------- | ---------------------------- | --------- |
| 1  | Богородицкое      | село                         | ↘182      |
| 2  | Волынщино         | село                         | ↘140      |
| 3  | Воронежские Верхи | село                         | ↘1        |
| 4  | Заречье           | село                         | 137       |
| 5  | Коноплино         | село, административный центр | ↘189      |
| 6  | Новая             | деревня                      | 0         |
| 7  | Прибытки          | деревня                      | 11        |
| 8  | Пронск            | село                         | ↘59       |
| 9  | Пушкино           | село                         | ↘0        |
| 10 | Сатино            | село                         | ↘102      |
| 11 | Таптыки           | село                         | ↘2        |

### Упразднённые населённые пункты
Воронежские Отруба — упразднённая в 1968 году деревня.

## Местное самоуправление
Главы сельского поселения
- Никонорова Юлия Александровна

Администрация сельского поселения
Адрес: 391934, Рязанская области, Ухоловский район, с. Коноплино, ул. Центральная, д. 59